# Belgische Gouden Schoen 1964
De verkiezing van de Belgische Gouden Schoen 1964 werd in 1965 gehouden. Wilfried Puis won deze voetbalprijs voor de eerste keer.

## De prijsuitreiking
RSC Anderlecht speelde in 1964 kampioen, waardoor de top vijf van de Gouden Schoen dat jaar paars-wit kleurde. De winnaar van een jaar eerder, doelman Jean Nicolay, was de enige speler in de top vijf die niet voor Anderlecht speelde.
De stemgerechtigden gaven hun voorkeur niet aan tweevoudig winnaar Paul Van Himst, wel aan de ingetogen maar uiterst getalenteerde Wilfried Puis. De linksbuiten van Anderlecht was volgens velen de reden waarom Van Himst zo makkelijk kon scoren. Zijn assists waren in die dagen belangrijk, niet alleen bij Anderlecht, maar ook bij de nationale ploeg waar Puis met Van Himst eveneens een gevaarlijk duo vormde. 
Puis werd de tweede laureaat, na Lucien Olieslagers, die minder dan 100 punten verzamelde.

## Top 5
| Nr. | Land            | Naam             | Club(s)        | Punten |
| --- | --------------- | ---------------- | -------------- | ------ |
| 1.  | Vlag van België | Wilfried Puis    | RSC Anderlecht | 98     |
| 2.  | Vlag van België | Paul Van Himst   | RSC Anderlecht | 50     |
| 3.  | Vlag van België | Jean Nicolay     | Standard Luik  | 47     |
| 4.  | Vlag van België | Jean Cornelis    | RSC Anderlecht | 39     |
| 5.  | Vlag van België | Laurent Verbiest | RSC Anderlecht | 32     |

1954 · 
1955 · 
1956 · 
1957 · 
1958 · 
1959 · 
1960 · 
1961 · 
1962 · 
1963 · 
1964 · 
1965 · 
1966 · 
1967 · 
1968 · 
1969 · 
1970 · 
1971 · 
1972 · 
1973 · 
1974 · 
1975 · 
1976 · 
1977 · 
1978 · 
1979 · 
1980 · 
1981 · 
1982 · 
1983 · 
1984 · 
1985 · 
1986 · 
1987 · 
1988 · 
1989 · 
1990 · 
1991 · 
1992 · 
1993 · 
1994 · 
1995 · 
1996 · 
1997 · 
1998 · 
1999 · 
2000 · 
2001 · 
2002 · 
2003 · 
2004 · 
2005 · 
2006 · 
2007 · 
2008 · 
2009 · 
2010 · 
2011 · 
2012 · 
2013 · 
2014 · 
2015 · 
2016 · 
2017 ·
2018 ·
2019 ·
2020 ·
2022 ·
2023 ·
2024